# 関賢太郎
関 賢太郎（せき けんたろう）は、日本のカメラマン、軍事評論家。航空情報やエアワールドの航空雑誌で執筆。
また夏見正隆の航空小説に写真を提供している。
軍事評論ファンサイトMASDF代表。
現用戦闘機を中心に考察や写真撮影を行い、主に戦闘機・航空機系ファンサイトMASDFで発信している。

## 作品

### 単著
- 『戦闘機の秘密』（PHP研究所、2012年） ISBN 978-4569807348
- 『すべてがわかる零戦入門』（実業之日本社、2013年） ISBN 978-4408454771

### 表紙写真
- 『スクランブル—イーグルは泣いている』（夏見正隆、徳間書店, 2008年）
- 『要撃の妖精(フェアリ)—スクランブル』（夏見正隆、徳間書店, 2008年）
- 『復讐の戦闘機(フランカー)〈上〉〈下〉—スクランブル』（夏見正隆、徳間書店, 2008年）
- 『亡命機ミグ29—スクランブル』（夏見正隆、徳間書店, 2009年）